# Jandowiszcze (obwód kurski)
Jandowiszcze (ros. Яндовище) – wieś (ros. село, trb. sieło) w zachodniej Rosji, w sielsowiecie maszkinskim rejonu konyszowskiego w obwodzie kurskim.

## Geografia
Miejscowość położona jest nad ruczajem Lipowyj Kołodieź (dopływ Bieliczki w dorzeczu Swapy), 5,5 km od centrum administracyjnego sielsowietu (Maszkino), 18 km na północny wschód od centrum administracyjnego rejonu (Konyszowka), 65 km na północny zachód od Kurska.
We wsi znajduje się 58 posesji.
Klimat
Miejscowość, jak i cały rejon, znajduje się w strefie klimatu kontynentalnego z łagodnym ciepłym latem i równomiernie rozłożonymi opadami rocznymi (Dfb w klasyfikacji klimatów Köppena).

## Demografia
W 2010 r. wieś zamieszkiwało 29 osób.